# Hansa Records
Hansa Records (Hansa, Hansa Musik Produktion ou Hansa International) foi uma gravadora fundada nos anos 60 em Berlim, Alemanha. Seu catálogo todo agora pertence à Sony Music

## Artistas que gravaram ou lançaram álbuns na Hansa Records
- The Action
- Alphaville
- Angletrax
- Blue System
- Boney M
- Bonnie Tyler: Bitterblue (1991), Angel Heart (1992), Silhouette In Red (1993)
- C.C. Catch
- Child 1978
- David Bowie: Low (1977), Heroes (1977)
- Depeche Mode: Some Great Reward  (1984)
- Elton John: West Germany, Switzerland, and Austria, 1969-76
- Eruption
- Falco
- Frank Farian
- Giorgio (Moroder) 1966-1972
- Iggy Pop: The Idiot and Lust for Life (both 1977)
- Japan
- La Mama
- Milli Vanilli
- Modern Talking
- Münchener Freiheit: "Wachgeküsst"
- Die Prinzen
- Siouxsie and the Banshees
- Amii Stewart
- The Cure: released by Hansa after one album
- The Hollies 1967-1973
- Sugarhill Gang
- The Troggs 1966-1969
- U2: Achtung Baby